# Ermita Nuestra Señora del Valle (Toledo)
La ermita de Nuestra Señora del Valle, también conocida como la ermita del Valle, se encuentra en la ciudad española de Toledo. La virgen de este santuario recibe dicho nombre por situarse en el valle del Tajo. La ermita fue construida en el siglo XVII, sobre los cimientos de la antigua iglesia de San Pedro de Saelicos.

## Descripción
La ermita cuenta con tres naves, cuyo interior posee los azulejos artísticos de zócalos y los trabajos de forja de Julio Pascual. En la ermita se encuentra una pieza de cerámica de Ruiz de Luna, un artista de Talavera de la Reina, que contiene los siguientes versos:
Aunque pequeña me ves,
soy muy grande como ermita,
pues la reina que me habita
tiene a Toledo a sus pies.
Y otorga al que solicita,
si pide con interés,
aquello que necesita.
(Si no la olvidas después).

## Historia
Desde 1842 hasta 1928 se han realizado obras y modificaciones. Estas reformas fueron subvencionadas mayormente por los cofrades, aunque también había donantes como instituciones o personajes religiosos, el Ayuntamiento y centros como el Centro de Artistas e Industriales de Toledo, entre otros.
- La rehabilitación de la imagen de la virgen, obra de Mariano Belver, en la Villa y Corte de Madrid. El 22 de abril de 1866 tuvo lugar en la capilla del valle la santa bendición de la imagen de la virgen tras haber sido dispuesta en su trono.[4]

- Inauguración de un nuevo retablo de estilo “gótico toledano”, el 4 de octubre de 1914. Sus pinturas son creación de Don Vicente Cutanda y Toraya; don Manuel Pérez Moreno fue el carpintero; don Valeriano Cortecero García, el dorador; y los hermanos Alonso-Barajas, los pintores. El Cardenal Primado de España, don Victoriano Guisasola y Menéndez, fue el encargado de bendecir el retablo.[3]
- Ornamentación de la nave central de la ermita, en el año 1922. En el techo está dispuesto un artístico artesonado efectuado por Don Manuel Pérez Moreno. Asimismo, Don Mariano Moragón y Miguel es el autor de los decorados que se encuentran en el arco toral y en la tribuna de la ermita.[3]
- Otras como la restitución de muros, la colocación de rejería en el altar, la construcción de un puesto de tómbolas y la recomposición de enseres de la Cofradía.[3]

En 2020, se instaló en la ermita una pasarela peatonal destinada a las personas con movilidad reducida. Esta rampa une la Ronda de Toledo y la entrada al patio de la ermita. Constituye así una nueva posición para admirar la panorámica de Toledo. El proyecto ha contado con un presupuesto de 62.268 euros y se ha desarrollado a través del Consorcio de la Ciudad de Toledo. Francisco Jurado, experto en estructuras y en rehabilitación de construcciones históricas, ha sido el arquitecto. La pasarela mide 30 metros de largo y su estructura es metálica en voladizo sobre el rodadero del Valle. La obra duró tres meses, aunque el montaje fue en un día, ya que había que talar la vegetación silvestre que había en la zona.

## Romería
La ermita tiene gran protagonismo por la romería que se celebra el 1 de mayo en honor a la Virgen del Valle. La Romería del Valle es una de las festividades más importantes para los toledanos. En sus orígenes, esta celebración se acontecía el 1 de agosto. Sin embargo, en 1631 se trasladó la fiesta al día 1 de mayo, que coincide con el Día Internacional de los Trabajadores, para impedir el calor y prevenir los problemas que puede este ocasionar.

#### Tradición
Román Hernández, en su libro Toledo y sus Romerías (1889), relata cómo se vivía la festividad y sus vísperas antiguamente.

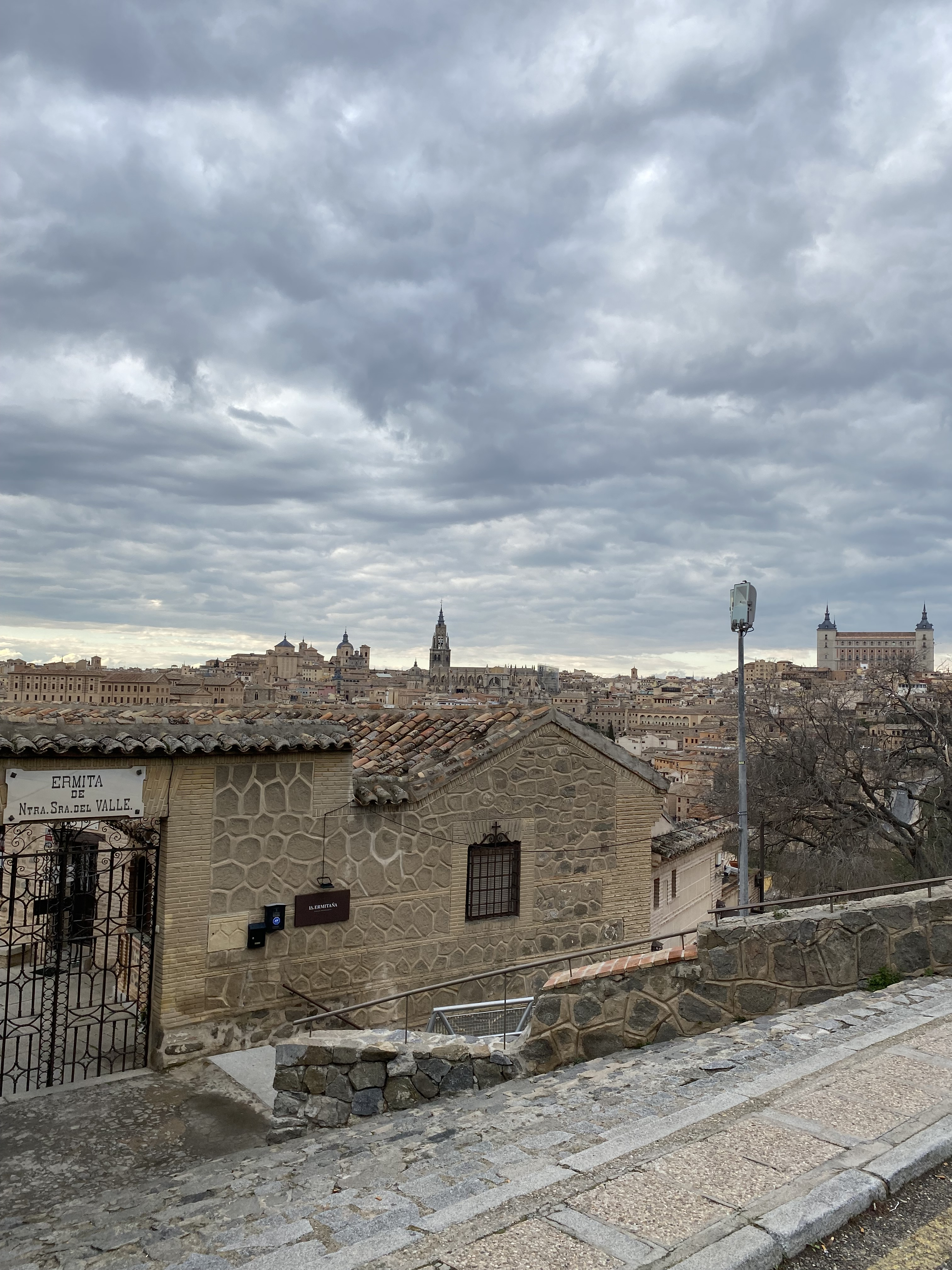
Lateral derecho

El 30 de abril, el día antes de la romería, los devotos cruzan en barca el río Tajo y llegan a la parte del valle. Suben hasta el patio-mirador de la ermita y esperan las campanadas de las doce del mediodía. Saludan a la virgen con una reverencia y se efectúan salvas con armas de fuego en honor a la virgen María. Tras esto, todos se reúnen en una habitación de la ermita para disfrutar de una comida. Posteriormente, se despiden de la imagen de la Virgen y bajan a la orilla del Tajo, donde los remeros los llevan al lado de la ciudad.
Finalizada la ceremonia de vísperas, el responsable de las celebraciones de la romería, junto con doce adolescentes de entre doce y catorce años, se dividen por los cerros que abrazan la Capilla y colocan haces de leña, para que luego sean hogueras que iluminen todo el paisaje del valle. Una de esas hogueras se coloca sobre la Piedra del Rey Moro, que es el pico más alto de la montaña. Esto produce la ilusión óptica de una llama rojiza que ilumina Toledo al atardecer. Este mismo día también tienen lugar las ofrendas por parte de los enfermos, que le brindaban a la virgen pequeñas figuras de cera, hábitos y guirnaldas de flores.
El 1 de mayo, día de la romería, los toledanos se despiertan a las cuatro de la mañana y comienzan a preparar la comida y a arreglarse. Cuando sale el sol, ya hay personas esperando a cruzar el Tajo en la barca, la cual solo comprende 25 personas, por ello se usa otra pequeña como auxiliar. Una vez en el valle, los romeros se dividen para comer: algunos lo hacen en la parte plana de las peñas, donde hay puestos de comida y bebida, y otros, en el campo.
La fiesta principal se prolonga desde las cinco de la mañana hasta las diez. En este periodo de tiempo, hay misas rezadas cada media hora. La campana de la capilla anuncia las diez, momento en el que los toledanos acuden al santuario para admirar la imagen de la Virgen del Valle y escuchar los himnos de gloria y alabanza entonados por los músicos. Este acto dura hasta las doce del mediodía. El centro y las dos naves de la ermita están repletas. Los músicos se sitúan en la tribuna. Posteriormente, los sacerdotes y los monaguillos salen de la sacristía y se arrodillan ante el trono del Señor. Simultáneamente, hay cohetes que anuncian el comienzo del evento. El sacerdote entona el Gloria in excelsis.
En el curso de la misa, se destinan cánticos a la Virgen María. En el momento en el que el orador ocupa la Cátedra del Espíritu Santo, la ermita y su patio guardan silencio. Al finalizar esta ceremonia, los toledanos dan las gracias a la virgen por asistir un año más a esta romería y regresan al campo para así comer.

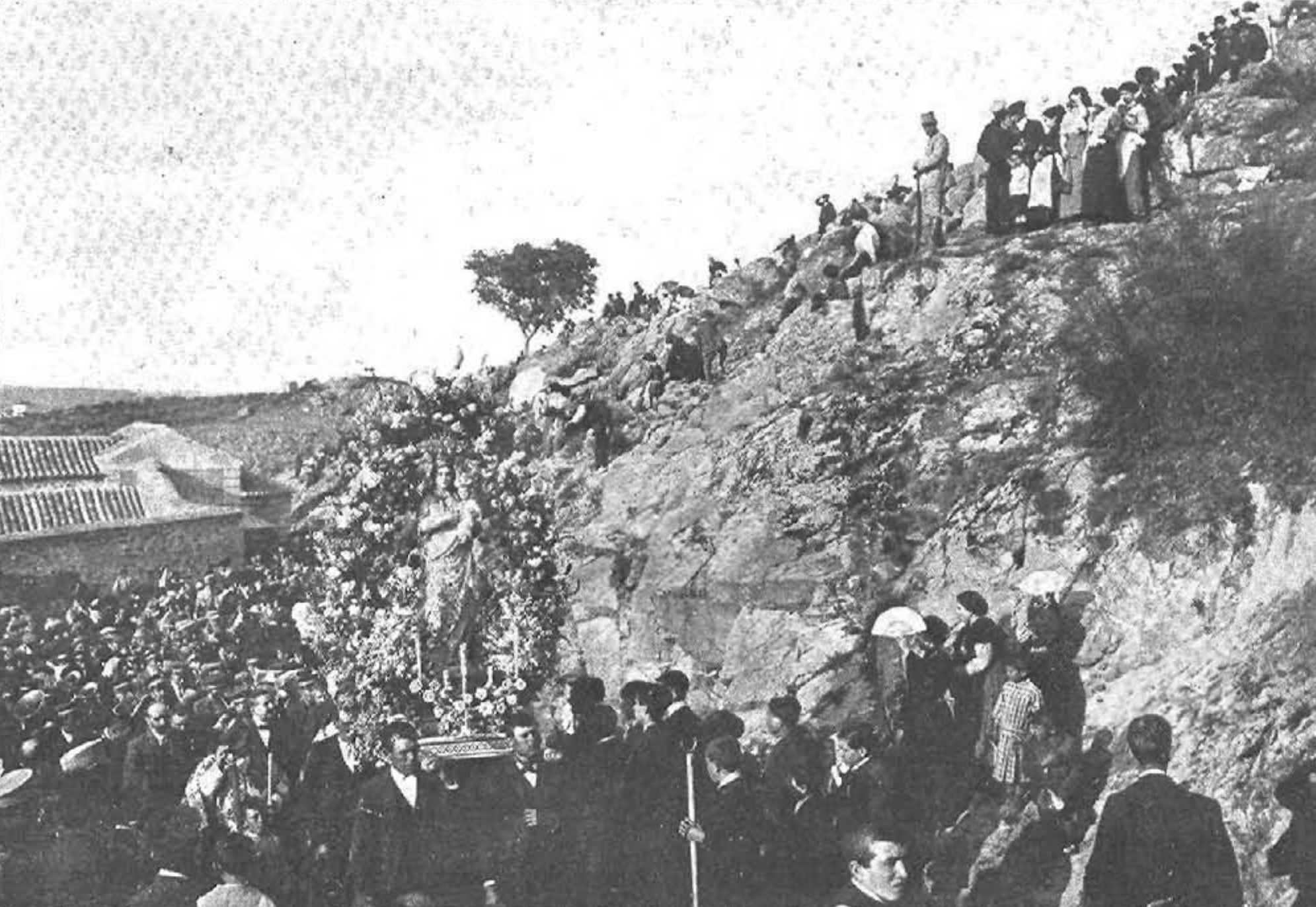
Procesión en el día de la popular romería de la Virgen del Valle (1913)

A las cinco de la tarde tiene lugar la procesión. Los cohetes son los encargados de notificar a los romeros de esta. Así pues, acuden a la puerta de la ermita para dedicar a la virgen un “¡Viva!”. Seguidamente, se produce la procesión de la Virgen del Valle, en sintonía con la marcha triunfal. La tradición cuenta que en la orilla del río Tajo estaban sentadas las monjas, las cuales, tras haber cantado la salve cuotidiana, se despiden de la virgen sacudiendo sus pañuelos blancos. 

#### Romería tras la pandemia
Debido a la pandemia ocasionada por la COVID-19 en 2020, la Cofradía Nuestra Señora del Valle decidió retransmitir vía Facebook una misa el 1 de mayo para mantener la tradición. Esta fue oficiada por Fray Víctor Manuel Alcalde, el Consilario de la Hermandad, a las once de la mañana. Por el mismo motivo, en 2021 Milagros Tolón, alcaldesa de Toledo, confirmó que no habría romería por el Día del Valle, pero sí una misa.